# Nívio Gabrich
Nívio Gabrich (Santa Luzia, 7 de setembro de 1927 — Belo Horizonte, 16 de julho de 1981) foi um futebolista brasileiro que atuou como ponta-esquerda.
Atuou como ponta-esquerda. Jogou no Clube Atlético Mineiro entre 1944 a 1951. Depois atuou no Bangu Atlético Clube de 1951 a 1957 e no Cruzeiro em 1958 e 1959.

## Carreira
Iniciou sua carreira no futebol amador de Santa Luzia no time do Santa Cruz Esporte Clube de Santa Luzia. Após deixar o Santa Cruz, foi jogar no Espéria de Belo Horizonte, onde foi descoberto pelo Atlético Mineiro. Transferiu-se para o Atlético-MG em 1944 e para o Bangu em 1951, ficou no clube carioca até 1957, sendo o terceiro maior artilheiro da história do clube com 140 gols em 261 jogos. Foi vice campeão carioca em 1951 pelo Bangu. Chegou a ser convocado para a Seleção Brasileira três vezes, embora nunca tenha atuado com a "Amarelinha". Encerrou a carreira no Cruzeiro-MG, campeão mineiro de 1959. Nívio destacava-se pela velocidade, habilidade e chute forte.
Nívio foi um dos principais jogadores do grande time atleticano do final dos anos 1940. Foi formado um ataque sensacional com Lucas Miranda, Lauro, Carlyle, Lero e Nívio. Com a camisa alvinegra, Nívio jogou 182 vezes e marcou 126 gols, sendo hoje o 10° maior artilheiro da história do Clube Atlético Mineiro.
Seu primeiro jogo foi em 19 de novembro de 1944, num amistoso entre o Atlético 3–1 União Esporte Clube de Itabirito (MG). Seu último jogo foi em 4 de março de 1951, numa partida entre Atlético 0–2 Santos (SP), também um amistoso.

## Morte
Morreu em Santa Luzia-MG em 19 de julho de 1981.

## Títulos
Atlético Mineiro
- Campeonato Mineiro: 1946, 1947, 1949, 1950
- Campeão do Gelo: 1950

Bangu
- Torneio Triangular de Porto Alegre: 1957
- Torneio Quadrangular do Rio de Janeiro: 1957
- Torneio Triangular Internacional do Equador: 1957
- Torneio Início do Rio de Janeiro: 1955
- Torneio Início do Rio-São Paulo: 1951

Cruzeiro
- Campeonato Mineiro: 1959